# Lennart Klingström
Lennart Klingström   (Österåker, 18 d'abril de 1916 - Danderyd, 5 de juliol de 1994) fou un piragüista en aigües tranquil·les suec que va competir durant les dècades de 1940 i 1950.
El 1948 va prendre part en els Jocs Olímpics d'Estiu de Londres on, formant parella amb Hans Berglund, va guanyar la medalla d'or en la prova del K-2, 1.000 metres del programa de piragüisme.
En el seu palmarès també destaquen quatre medalles, tres d'or i una de plata, al Campionat del Món de piragüisme en aigües tranquil·les de 1948 i 1950.